# كينيث جاي ماير
كينيث جاي ماير (بالإنجليزية: Kenneth J. Meier)‏ هو عالم سياسة أمريكي، ولد في 1950.